# ريد ماكي
ريد ماكي (بالإنجليزية: Red McKee)‏ هو لاعب كرة قاعدة أمريكي، ولد في 20 يوليو 1890 في شاوني في الولايات المتحدة، وتوفي في 5 أغسطس 1972 في ساغيناو في الولايات المتحدة.

## وصلات خارجية
- ريد ماكي على موقعبيزبول رفرنس.كوم (الدوري الرئيسي) (الإنجليزية)
- ريد ماكي على موقعبيزبول رفرنس.كوم (الدوري الثانوي) (الإنجليزية)